# ريتشارد ميرفي (مهندس معماري)
ريتشارد ميرفي (بالإنجليزية: Richard Murphy)‏ هو مهندس معماري بريطاني، ولد في 24 أبريل 1955.